# Carica Zhao Feiyan
Carica Zhao Feiyan (kineski: 趙飛燕) (o. pr. Kr. — 1.  pr. Kr.), formalno carica Xiaocheng (孝成皇后), bila je carica Kine u doba dinastije Han. Njen muž je bio car Cheng, kojeg je otela od carice Xu. U kinesku tradiciju je ušla zahvaljujući svojoj ljepoti, iako je poznata po dvorskim intrigama u kojoj je sudjelovala zajedno sa svojom sestrom, jednako lijepom suprugom Zhao Hede. Zbog njih je često bila predmetom optužbi od strane povjesničara. Često ju se uspoređivalo s Yang Guifei, lijepom konkubinom cara Xuanzhonga od Tanga, s obzirom na to da je bila vitka, dok je Yang bila bujna. Zahvaljujući njoj je u kineski jezik ušla fraza yanshou huanfei (燕瘦環肥), kojom se opisuje široki raspon oblika u kojima se pojavljuje ženska ljepota.